# امیدو بلک ۱۰بی
امیدو بلک ۱۰بی (به انگلیسی: Amido black 10B) یک ترکیب شیمیایی با شناسه پاب‌کم ۹۵۶۶۰۴۴ است. شکل ظاهری این ترکیب، قرمز تیره تا سیاه است.